# Municipio de Georgetown (Míchigan)
El municipio de Georgetown (en inglés: Georgetown Township) es un municipio ubicado en el condado de Ottawa en el estado estadounidense de Míchigan. En el año 2010 tenía una población de 46985 habitantes y una densidad poblacional de 532,35 personas por km².

## Geografía
El municipio de Georgetown se encuentra ubicado en las coordenadas 42°54′19″N 85°50′41″O / 42.90528, -85.84472. Según la Oficina del Censo de los Estados Unidos, el municipio tiene una superficie total de 88.26 km², de la cual 85.92 km² corresponden a tierra firme y (2.65%) 2.34 km² es agua.

## Demografía
Según el censo de 2010, había 46985 personas residiendo en el municipio de Georgetown. La densidad de población era de 532,35 hab./km². De los 46985 habitantes, el municipio de Georgetown estaba compuesto por el 95.29% blancos, el 0.97% eran afroamericanos, el 0.25% eran amerindios, el 1.3% eran asiáticos, el 0.01% eran isleños del Pacífico, el 0.65% eran de otras razas y el 1.53% pertenecían a dos o más razas. Del total de la población el 2.72% eran hispanos o latinos de cualquier raza.